# Фаврия
Фа̀врия (на италиански и на пиемонтски: Favria) е градче и община в Метрополен град Торино, регион Пиемонт, Северна Италия. Разположено е на 316 m надморска височина. Към 1 януари 2020 г. населението на общината е 5182 души, от които 470 са чужди граждани.